# Flaws (Bombay Bicycle Club)
Flaws è il secondo album in studio del gruppo musicale britannico Bombay Bicycle Club, pubblicato nel 2010.

## Tracce
Testi e musiche di Jack Steadman, eccetto dove indicato.
1. Rinse Me Down – 3:10
2. Many Ways – 2:44
3. Dust on the Ground – 4:03
4. Ivy & Gold – 2:56
5. Leaving Blues – 2:56
6. Fairytale Lullaby (cover di Fairy Tale Lullaby; John Martyn) – 2:20
7. Word By Word – 2:38
8. Jewel – 3:04
9. My God – 2:26
10. Flaws (feat. Lucy Rose) – 2:57
11. Swansea (Joanna Newsom cover; feat. Lucy Rose) – 4:14

## Formazione
- Jack Steadman - voce, chitarra
- Jamie MacColl - chitarra
- Ed Nash - basso
- Suren de Saram - batteria
- Lucy Rose - cori